# NGC 5137
NGC 5137 é uma galáxia espiral (S) localizada na direcção da constelação de Virgo. Possui uma declinação de +14° 04' 37" e uma ascensão recta de 13 horas, 24 minutos e 52,5 segundos.
A galáxia NGC 5137 foi descoberta em 17 de Abril de 1887 por Lewis A. Swift.